# Leopoldo, Príncipe de Salerno
Leopoldo João José Miguel de Bourbon (em italiano: Leopoldo Giovanni Giuseppe Michele di Borbone; Nápoles, 2 de julho de 1790 – Nápoles, 10 de março de 1851) foi príncipe de Salerno, príncipe das Duas Sicílias e membro da Casa de Bourbon-Duas Sicílias, um ramo cadete da Família real espanhola.

## Família
Nascido em Nápoles, ele foi o sexto filho e a décima sexta criança de Fernando I das Duas Sicílias e de sua esposa Maria Carolina da Áustria , filha de Maria Teresa da Áustria .

## Casamento e Filhos
Leopoldo casou com sua sobrinha a arquiduquesa Clementina da Áustria, terceira filha sobrevivente de Francisco II, Sacro Imperador Romano (mais tarde Francisco I da Áustria) e sua irmã Maria Teresa de Nápoles e Sicília em 28 de julho de 1816 no Palácio de Schönbrunn em Viena. Leopoldo e Clementina tiveram quatro filhos, mas apenas sua filha, a princesa Maria Carolina, sobreviveu à infância. O príncipe Luís morreu antes de um mês e duas bebês morreram no parto.
- Filha natimorta (16 de setembro de 1819).
- Princesa Maria Carolina (26 de abril de 1822 - 6 de dezembro de 1869), casada em 25 de novembro de 1844, o príncipe Henrique, Duque de Aumale; com descendência.
- Príncipe Luís Carlos (19 de julho de 1824 - 7 de agosto de 1824), morreu antes de completar um mês.
- Filha natimorta (5 de fevereiro de 1829).

Leopoldo também teve um caso extraconjugal com a bailarina vienense Fanny Elssler, que levou ao nascimento de um filho ilegítimo, Francisco, nascido em 1827 e que morreu por suicídio em 1873.